# What it is es lo que es
What it is es lo que es es el segundo álbum oficial de la banda chilena de hip-hop CHC, fundada en 2001 y activa hasta 2010. Fue lanzado originalmente en 2004 y publicado a través del sello GmbH Discos, también fue subido al sitio web de la agrupación.

## Lista de canciones
| What it is es lo que es |                     |          |  |
| N.º                     | Título              | Duración |  |
| 1.                      | «Gente»             | 3:51     |  |
| 2.                      | «Ignorancia Armada» | 4:04     |  |
| 3.                      | «Libre de Libertad» | 3:53     |  |
| 4.                      | «Sutil Agresivo»    | 5:21     |  |
| 5.                      | «Deja»              | 4:25     |  |
| 6.                      | «Party Body»        | 4:49     |  |
| 7.                      | «Ser Humana»        | 2:52     |  |
| 8.                      | «Sin Destino»       | 3:37     |  |
| 9.                      | «Se Siente Bien»    | 5:10     |  |
| 10.                     | «Tecnolowirwa»      | 3:55     |  |
| 11.                     | «Nada Importa»      | 6:21     |  |
| 12.                     | «Mire ya a Mireya»  | 2:43     |  |
| 13.                     | «Esa Condición»     | 2:50     |  |
| 14.                     | «Único Universo»    | 8:28     |  |

## Bandas sonoras
En comerciales:
- La canción «Gente» formó parte del comercial de Entel Chile.[3]